# Rezoluția 1244 a Consiliului de Securitate al ONU
Rezoluția 1244 a Consiliului de Securitate ONU a fost adoptată la 10 iunie 1999, după ce a reamintit rezoluțiile 1160 (1998), 1199 (1998), 1203 (1998) și 1239 (1999) și a autorizat o prezență internațională civilă și militară în Republica Federală Iugoslavia și înființată Misiunea de Administrație Interimară a Organizației Națiunilor Unite în Kosovo (UNMIK). La 3 iunie 1999, fostul Președintele al Finlandei, Martti Ahtisaari și fostul Prim-ministru al Rusiei, Viktor Cernomîrdin au redactat termenii unui acord care a fost semnat de președintele iugoslav de la vremea respectivă Slobodan Milošević care prevedea retragerea forțelor armate iugoslave din Kosovo.
Rezoluția 1244 a fost adoptată cu 14 voturi pentru și niciun vot împotrivă. China s-a abținut, deși a criticat atacurile NATO, în special bombardarea ambasadei sale. China a susținut că conflictul ar trebui rezolvat de guvernul iugoslav și de poporul său, opunându-se intervenției externe. Totuși, deoarece Republica Federală Iugoslavia a acceptat propunerea de pace, China nu și-a folosit dreptul de veto împotriva rezoluției.
Kosovo și-a declarat unilateral independența în 2008; Serbia și alte state membre ale ONU susțin că Rezoluția 1244 rămâne obligatorie din punct de vedere juridic pentru toate părțile. Curtea Internațională de Justiție a decis că declarația de independență nu a încălcat rezoluția.

## Prevederi
Principalele prevederi ale rezoluției 1244:
- Solicită Republicii Federale Iugoslavia să pună capăt imediat și verificabil violenței și represiunii din Kosovo.
- Retragerea completă și verificabilă în etape din Kosovo a tuturor forțelor militare, de poliție și paramilitare, conform unui calendar rapid, sincronizat cu desfășurarea prezenței internaționale de securitate în Kosovo.
- Plasarea Kosovo sub o administrație interimară a ONU, realizată de Misiunea de Administrație Interimară a Națiunilor Unite în Kosovo (UNMIK).
- Autorizarea unei forțe internaționale de menținere a păcii cu participare substanțială a NATO în Kosovo, în prezent reprezentată de Forțele din Kosovo (KFOR).
- Permisiunea pentru întoarcerea unui număr convenit de personal iugoslav și sârb, care să mențină prezența la siturile patrimoniale sârbe și la punctele-cheie de trecere a frontierei.
- Mandatarea UNMIK să instituie structuri provizorii de autoguvernare locală în Kosovo (Instituțiile provizorii de auto-guvernare PISG).
- Reafirmarea angajamentului statelor membre ONU față de suveranitatea și integritatea teritorială a Republicii Federale Iugoslavia și a altor state din regiune, conform Actului Final de la Helsinki și Anexei 2 din Rezoluția 1244, care reafirmă suveranitatea Iugoslaviei și prevede, printre altele, un proces de stabilire a statutului Kosovo.
- Asigurarea de către ONU a întoarcerii sigure și neîngrădite a tuturor refugiaților și persoanelor strămutate în locuințele lor din Kosovo și crearea condițiilor pentru o viață pașnică și normală pentru toți locuitorii provinciei.
- Demilitarizarea Armatei de Eliberare a Kosovo (UÇK) și a altor grupuri armate albaneze din Kosovo.
- Autorizarea ONU să faciliteze un proces politic pentru determinarea statutului viitor al Kosovo. Acest proces va ține cont de Acordul de la Rambouillet, pe care Serbia a refuzat să-l semneze în 1999, și care prevede că „voința poporului din Kosovo” va fi unul dintre principiile directoare în definirea statutului regiunii, alături de conformarea părților implicate la acord. Rezoluția reafirmă apelul pentru „autonomie substanțială și auto-administrare semnificativă pentru Kosovo”.

## Decizia Curții Internaționale de Justiție
La 22 iulie 2010, Curtea Internațională de Justiție a decis că declarația de independență din 17 februarie 2008 nu a încălcat dreptul internațional general, rezoluția 1244 (1999) a Consiliului de Securitate sau Cadrul Constituțional, deoarece autorii declarației, care s-au autointitulat „reprezentanți ai poporului din Kosovo”, nu erau obligați să respecte aceste documente.